# あなたにWINK
あなたにWINK（あなたにウィンク）は、ニッポン放送の制作により放送されていたラジオ番組。ニッポン放送での放送期間は1989年10月14日（実際は10月21日）から1991年10月5日まで。パーソナリティはWink（鈴木早智子・相田翔子）。

## 概要
「愛が止まらない 〜Turn it into love〜」「淋しい熱帯魚」のヒットで、1989年のこの年にブレイクを果たしたWinkにとって、初めてのニッポン放送レギュラーにして初の全国ネット番組。明治製菓の一社提供（局及び放送期間によってはスポンサー無し）。
番組開始当初は「青春」をテーマとした番組として始まった。はがき採用者、電話出演者には「いつも一緒にいるWINK」グッズ（その中身は届いた人にしかわからないもの）が贈られていた。
当番組のエンディングテーマはWinkの曲『Especially For You 〜優しさにつつまれて〜』。
明治製菓一社提供枠の後継番組は『織田裕二 風に乾杯』。

## 主なコーナー
青春 FOR YOU
- 当番組のメインコーナーの一つ。リスナーから寄せられた友人関係、勉強、恋愛、コンプレックスなど青春時代の悩みをWinkの二人と一緒に考えていった[7][5][8]。

秘密の宝物
- 鈴木早智子考案のコーナー。リスナーにとっての「宝物」のエピソード、または他人に言えない秘密の打ち明け話などを募集していた。これらのエピソードについて、一緒に話や相談に乗ったりしていた[3][9]。

おしゃべりティータイム
- 相田翔子考案のコーナー。楽屋での裏話や有名タレントの裏話、取材に来た記者の印象を実名で紹介したりなどの話を披露していた[9]。

WINクイズ
- 「二人でじゃんけんをしてどっちが勝つか」など次週の放送やWinkの二人に起こることなどをリスナーが予想するという、答えがあってないような、わからないと言われていたクイズ。正解者には抽選で番組オリジナルノベルティグッズが贈られていた[3][9]。

あなたにとっての天使
- リスナーにとって「天使」と思った人物などのエピソードを紹介。シングル『One Night In Heaven 〜真夜中のエンジェル〜』の発売を記念してスタート[10]。

WINKの不思議
- リスナーの素朴な疑問にWinkの二人が答えていた。1990年9月頃にスタート[11]。

WINKカラオケボックス
- リスナーはWinkの曲の中で得意な曲を電話番号を併記してはがきで送り、当選したリスナーに直接電話。リスナーは受話器から流れるWinkの曲のカラオケに合わせて歌っていた。1990年9月頃にスタート[11]。

お誕生日ポップス
- このコーナーで採用されたリスナーの生まれた当時の流行や世相などを振り返りながら、当時の代表曲をオンエアしていたコーナー。1991年4月頃にスタート[12]。

身近な事柄をデータにするコーナー（正式タイトル名不明）
この他、ミニラジオドラマ、ラジオコントのコーナーなどがあった。

## ゲスト
- 原由子 （1990年6月16日）
- B'z[11] （1990年10月20日）
- KAN （1991年4月13日）
- 忌野清志郎[14]
他

## スタッフ
- ディレクター
  - 糸川一郎[1] （1991年7月頃まで）[2]
  - 勝島康一[1]
  - 野々川ディレクター （1991年7月頃から）[2]
- 板倉洋行（ミキサー）[1]
他

## 放送時間
- ニッポン放送（制作局）
  - 毎週土曜日 21:00 - 21:30 （1989年10月14日 - 1990年4月7日）
  - 毎週土曜日 22:00 - 22:30 （1990年4月14日 - 1991年4月6日）
  - 毎週土曜日 21:30 - 22:00 （1991年4月14日 - 1991年10月5日）

### ネット局
| 局名         | 1989年10月 -      | 1990年4月 -                         | 1990年10月 -      | 1991年4月 - |
| ------------ | ----------------- | ----------------------------------- | ----------------- | ----------- |
| STVラジオ    | 土曜22:30 - 23:00 | →                                   | →                 | →           |
| 青森放送     | 金曜22:30 - 23:00 | 木曜22:30 - 23:00                   | 日曜24:30 - 25:00 | →           |
| 東北放送     | 日曜21:30 - 22:00 |                                     | 日曜21:30 - 22:00 |             |
| ラジオ福島   |                   | 金曜22:00 - 22:30                   | →                 |             |
| 新潟放送     | 土曜21:20 - 21:50 |                                     | 土曜21:20 - 21:50 |             |
| 信越放送     |                   |                                     | 土曜20:00 - 20:30 |             |
| 山梨放送     | 日曜22:30 - 23:00 | 日曜24:00 - 24:30                   | →                 | →           |
| 北陸放送     | 日曜21:00 - 21:30 |                                     | 日曜21:00 - 21:30 |             |
| 福井放送     | 土曜20:30 - 21:00 |                                     | 月曜22:30 - 23:00 |             |
| 静岡放送     | 土曜21:00 - 21:30 |                                     | 日曜21:00 - 21:30 |             |
| 東海ラジオ   | 日曜21:00 - 21:30 |                                     | 日曜21:00 - 21:30 |             |
| 朝日放送     | 土曜20:30 - 21:00 |                                     | 日曜20:30 - 21:00 |             |
| 中国放送     | 土曜21:00 - 21:30 |                                     | 土曜21:00 - 21:30 |             |
| 四国放送     |                   | 日曜25:30 - 26:00                   | 日曜24:30 - 25:00 | →           |
| 西日本放送   | 日曜21:00 - 21:30 |                                     |                   |             |
| 南海放送     |                   |                                     | 土曜21:00 - 21:30 |             |
| 九州朝日放送 | 土曜23:00 - 23:30 |                                     | 日曜23:30 - 24:00 |             |
| 熊本放送     |                   | 金曜24:25 - 24:55 （1990年7月から） | →                 | →           |
| ラジオ沖縄   |                   |                                     | 日曜19:30 - 20:00 |             |

（「→」は、放送曜日・時間帯変更なし、網掛け枠は放送なし）